# 塔奇當山
78°7′S 35°0′W / 78.117°S 35.000°W
塔奇當山是南極洲的山峰，位於科茨地，處於龍尼-菲爾希納冰架東部，在1957年由英聯邦探險隊命名，現時由南極條約體系管理。